# St. Marien (Warendorf)

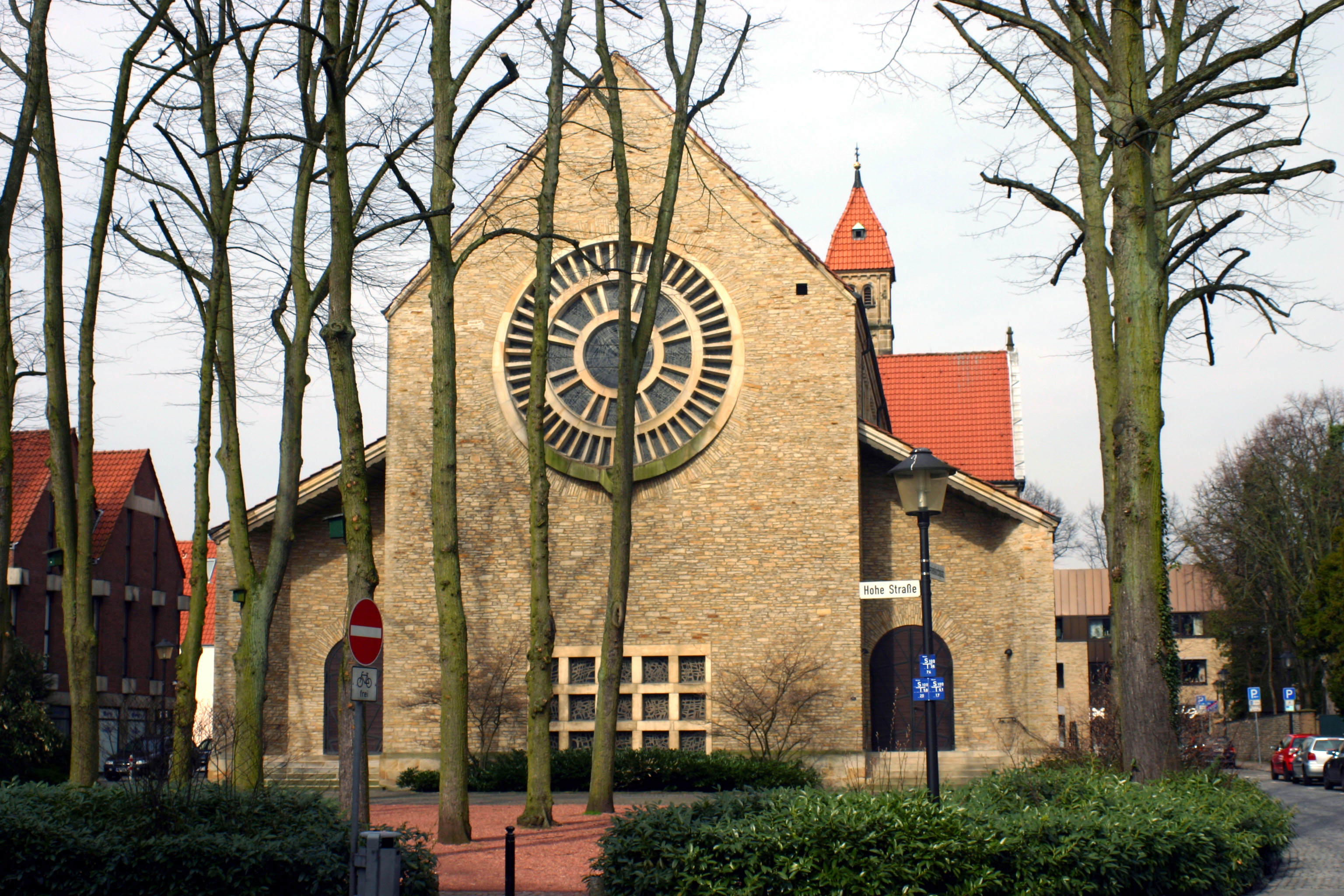
Ostfassade mit Haupteingang

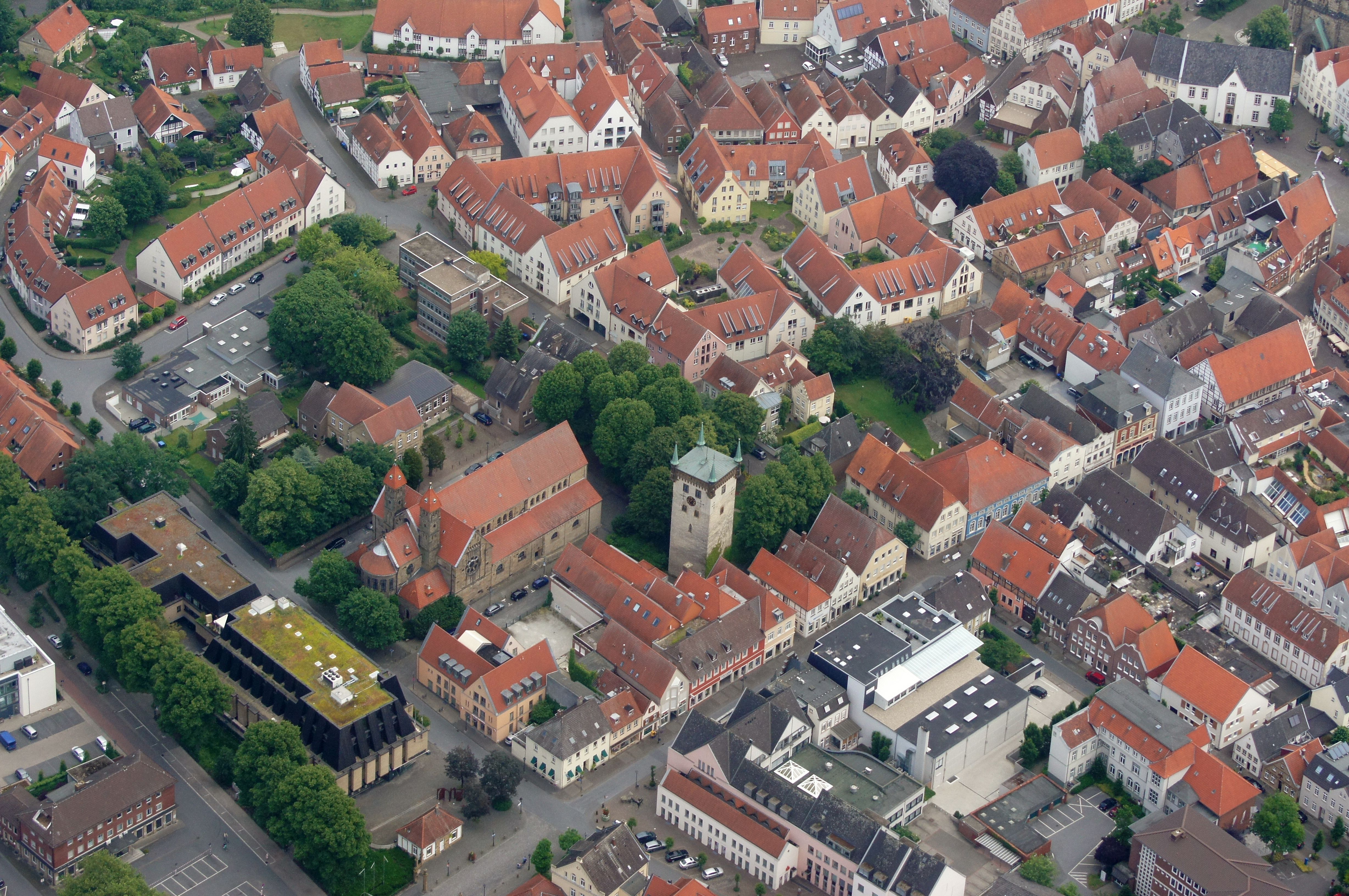
Luftbild des Ensembles neue Marienkirche, Turm und Standort der alten

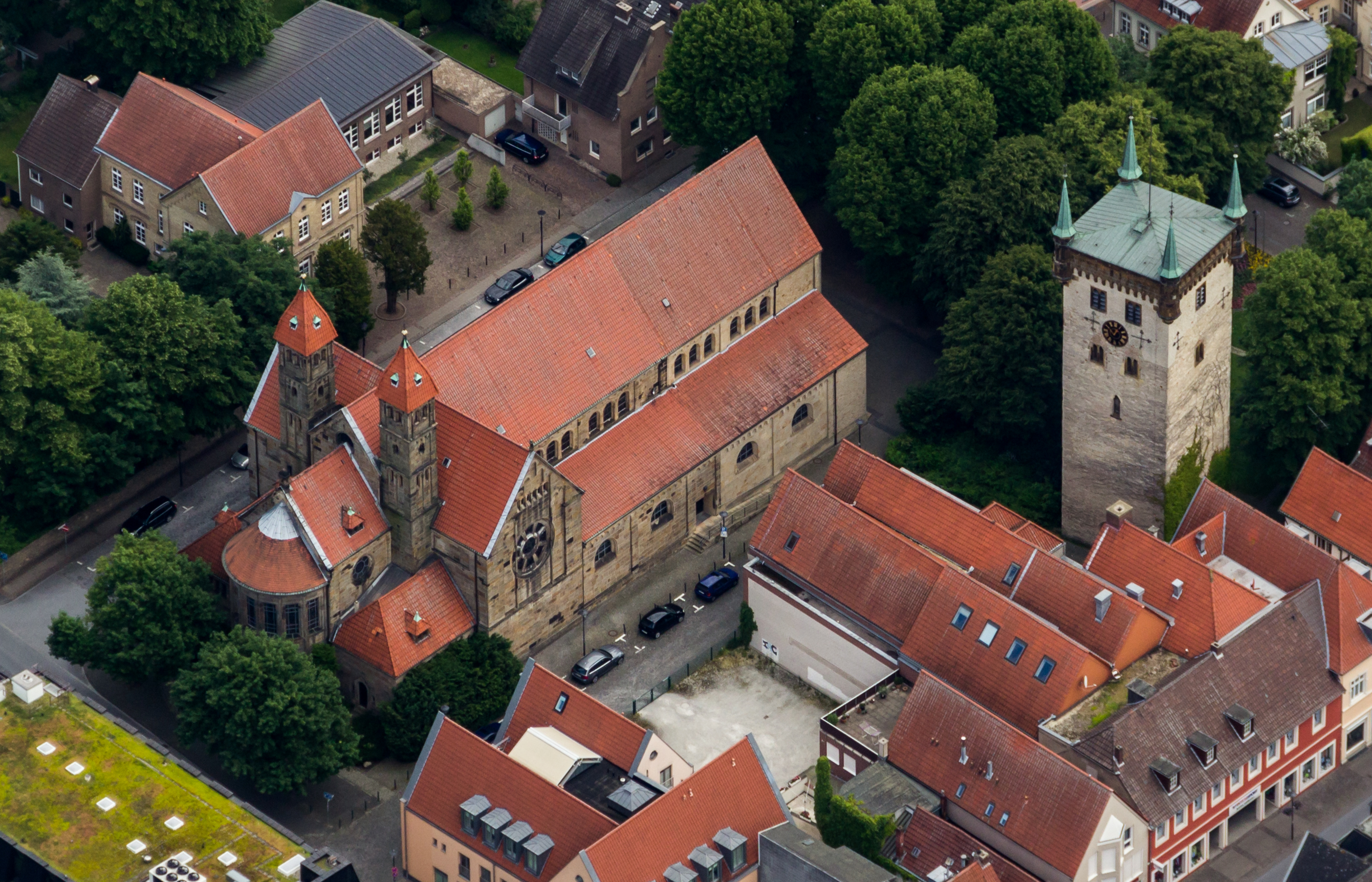
St.-Marien-Kirche

Die römisch-katholische Kirche St. Marien (auch „Neue Kirche“) ist die jüngere der beiden Altstadtpfarrkirchen von Warendorf in Nordrhein-Westfalen. Seit der Fusion im Jahr 2010 gehört sie mit der alten St.-Laurentius-Gemeinde und der St.-Josef-Pfarrgemeinde, einer Pfarrgründung aus den 1950er Jahren, zur neu errichteten Pfarrei St. Laurentius. Die Kirche liegt im Westen der Warendorfer Altstadt in der Nähe der ehemaligen Stadtmauer.

## Geschichte
Die Gründung einer neuen Pfarrei erfolgte um die Wende vom 12. zum 13. Jahrhundert, obwohl die Anzahl der Einwohner diesen Schritt nicht zwingend erforderlich machte. Vermutlich erhoffte man sich dadurch einen Impuls zum Wachstum der Stadt, der allerdings ausblieb. Ein Pfarrer für St. Marien wird 1253 erstmals urkundlich erwähnt. Die Neue Pfarre umfasste nur ein Sechstel des Stadtgebietes mit einem Fünftel der Bewohner und blieb bis zur Ausdehnung der Stadt im 19. Jahrhundert im Schatten der Mutterpfarrei. Zeitweilig dachte man bereits an eine Auflösung der Pfarrei, insbesondere nach dem Brand von 1741. Erst im frühen 20. Jahrhundert hatte sich die Gemeinde so vergrößert, dass ein Neubau der Marienkirche notwendig erschien. Einige Jahre nach Fertigstellung des Neubaues erfolgte der Abbruch des Vorgängerbaues. Nur der Turm blieb erhalten.

## Die erste Kirche

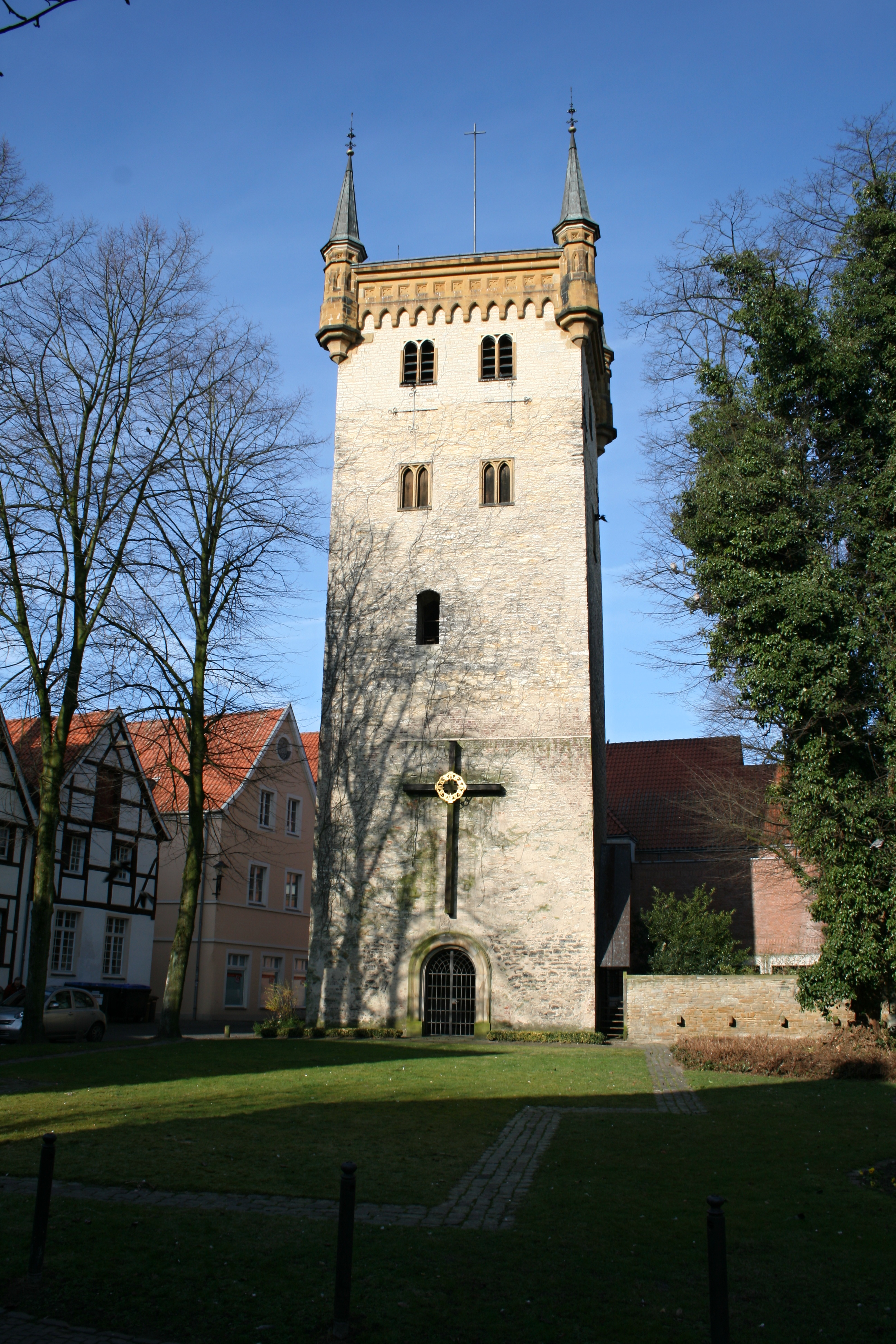
Turm mit Umrisspflasterung der abgerissenen Kirche.

Der Turm wird auf ca. 1200 datiert und soll bereits zu einer älteren Marienkirche gehört haben. Später schloss sich daran eine einschiffige dreijochige romanische Kirche mit eingezogenem Rechteckchor an. Diese Kirche war geostet. Nach dem Brand von 1741, der den Bau bis auf die Außenwände zerstörte und an den zwei Steintafeln im erhaltenen Turm erinnern, brach man beim Wiederaufbau vergrößerte Fenster in die Langhaus- und Chorwände. Im gleichen Zuge erhielt St. Marien eine Barockausstattung, von der Teile in der neuen Marienkirche und anderswo erhalten blieb. Im Jahr 1870 wurde der Turm auf 56 Meter erhöht und mit vier neugotischen Ecktürmchen versehen. Dabei errichtete man auch einen spitzen Turmhelm. 1882 wurde dann das Innere nochmals neugotisch verändert. 1927 wurden Chor und Langhaus abgebrochen und der Turmhelm durch eine flache Pyramide ersetzt, wobei der Hochaltar in die katholische Kirche nach Ellrich im Harz gelangte, wo er heute aber wieder aus dieser Kirche entfernt ist. Die Umrisse des alten Baues sind durch Pflasterung in der Rasenfläche des Kirchplatzes kenntlich gemacht.

## Neubau von 1911
Die Pläne für den Neubau stammen von dem Mainzer Dombaumeister Ludwig Becker. Deshalb gibt es auch die große Ähnlichkeit mit der ebenfalls von Becker geplanten St.-Clemens-Kirche in Hiltrup. Die neue Kirche ist eine dreischiffige neuromanische Basilika mit Jugendstilelementen. Sie ist nach Westen ausgerichtet. Von den geplanten vier Langhausjochen wurden zunächst nur zwei vollendet, die anderen beiden sind Ergänzungen aus den 1950er Jahren und äußerlich durch Änderung in Details des Baustiles sowie an der helleren Farbe des Steines erkenntlich. Die angedachte Doppelturmfassade wurde nie verwirklicht. Das Äußere das Langhauses gliedern Lisenen und Rundbogenfriese, die Giebel des Querschiffes zieren Blendarkaden sowie schlanke Säulen und je ein großes Radfenster. Schlanke Säulen gliedern ebenfalls die Chorapsis. An der Nahtstelle zwischen Chor und Querhaus ragen die beiden Chortürme empor. Zu beiden Seiten des eingezogenen Chorjoches befinden sich Annexbauten (Sakristei und Paramentenkammer). Im Osten, dem Eingang dieser Kirche, schließt eine Wand im Stil der 1950er Jahre. Im Zentrum dieser Fassade ist eine Fensterrosette.
Im Inneren ist in Lang-, Querhaus und Chorjoch ein Tonnengewölbe in Rabitztechnik, das durch wenig ausgeprägte Gurtbögen in einzelne „Joche“ aufgeteilt wird. Diese leichte Bauweise ermöglicht das Fehlen massiver Teile wie Wand- und Strebepfeiler, daher „ruht“ die Konstruktion lediglich auf Wandvorlagen mit zierlichen Kapitellen. Die Pfeiler, die das Seitenschiffgewölbe und die Obergaden tragen, sind quadratisch. Die siebenachsige Chorapsis prägen rechteckige Fenster, sie zeigen die fünf Geheimnisse des Glorreichen Rosenkranzes, die beiden „übrigen“ zeigen überwiegend florale Ornamentik und eine Engelsgestalt. Sie stammen aus der Werkstatt des Kirchenmalers Friedrich Stummel. Bei einer Restaurierung 1958 wurde die Apsis durch eine Ziegelwand verblendet als auch die Seitenapsiden im Querschiff vom Kirchenraum abgetrennt und zugemauert. Auch die Malerei im Chorbogen hat man damals überstrichen sowie dessen figürlichen Schmuck abgenommen. Bei diesem Umbau entfernte man gleichzeitig mit Hauptaltar und Seitenaltären die Kanzel sowie die (alte) Kommunionbank. Die Seiten-Altäre gelangten in die Mission nach Neuguinea, der Verbleib des Hochaltares ist unbekannt. In der Hauptapsis wurde die Verblendung rückgängig gemacht, so dass heute wieder die Fenster und die zugehörige Jugendstilornamentik sichtbar sind.

### Ausstattung
Der Hauptaltar von 1958 ist aus Juramarmor und zitiert auf der Frontalseite seiner Mensa die neun Chöre der Engel. Der zugehörige Tabernakel steht heute auf einer Stele, da der Altar bis in jüngste Zeit als nachkonziliarer Zelebrationsaltar diente. Das bis dahin über dem Hochaltar hängende Kruzifix aus Mooreiche von 1958 jetzt im linken Querschiff. Ein Kreuz von 1725, Ausstattungsstück der alten Marienkirche, ersetzt es. Bei der jüngsten Innenraumumgestaltung anlässlich des einhundertjährigen Jubiläums des Neubaues von St. Marien wurde die Kommunionbank von 1958 entfernt und eine bewegliche „Altarinsel“ und ein mobiler Zelebrationsaltar angeschafft. Die Kirchenbänke aus der Erbauungszeit wurden ebenfalls jüngst entfernt und durch diverse, blaue, orangefarbene und hölzerne, vorerst provisorische, Stuhlkonvolute ersetzt, um den Kirchenraum flexibler nutzen zu können. 2022 wurde die Bestuhlung nach einer Zeit von 10 Jahren dauerhaft etabliert, die Kirchenbänke sollen einer Gemeinde in Koszalin gespendet werden.
Im Langhaus von St. Marien hängt eine einst als „Miraculbild“ bezeichnete Darstellung der Himmelfahrt Mariens. Speziell dieses Bild in St. Marien wird in Warendorf auch als „Patronale“ bezeichnet (Patrozinium: 15. August!). Es handelt sich dabei um eine Mondsichelmadonna, begleitet von zwei Engeln und einer Darstellung Gottvaters und des Hl. Geistes darüber. Das Ganze wird von einem Strahlenkranz umrahmt und oben von einem IHS-Schriftzug, einer Ergänzung d. 20. Jahrhunderts, abgeschlossen. Dieses Bild war ein verehrtes Gnadenbild und stammte von 1640, wurde aber bei dem Brand 1741 zerstört und danach neu angefertigt. Später, sukzessive ab 1752, ist das Marienbild in St. Laurentius das eigentliche Wallfahrtskultbild in Warendorf geworden. Bei der Restaurierung von 1958 nahm man Teile dieses „Miraculbildes“ für einen Seitenaltar, später fügte man es wieder zusammen.
Das älteste Kunstwerk ist eine gefasste Pieta um 1430 aus Baumberger Sandstein, sie befindet sich in einer Kapelle unter der Orgelbühne und stammt aus einer abgerissenen Prozessionskapelle. Der Osterleuchter (15. Jahrhundert), ebenfalls aus Baumberger Sandstein wurde aus der alten Kirche übernommen. In der anderen der beiden Kapellen unter der Orgelbühne steht eine Figur des Hl. Josef aus jüngerer Zeit.
Die 14 Kreuzwegstationen wurden im Stil des Expressionismus gearbeitet und sind von dem Künstler Hubert Hartmann (1915–2006) aus Wiedenbrück. Er schuf auch die Schutzmantelmadonna im südlichen (hier linken) Querschiff.
Aus der Zeit nach dem Wiederaufbau nach 1741 stammen die Ewig-Licht-Ampel sowie das Chorgestühl im Barockstil, das von einem Warendorfer Kunstmaler im 20. Jhdt. blau-weiß gefasst wurde. Die Kanzel aus selbiger Epoche gelangte in die Liebfrauenkirche Bocholt, das barocke Orgelgehäuse nach St. Ludgeri Münster.
Ein steinernes Relief übernahm man wie die Pieta auch aus einer abgerissenen Prozessionskapelle. Es zeigt eine Monstranz mit adorierenden Engeln und ist gefasst; ein Chronogramm, das „eIn ChrIstenVoLCk sezte seIneM gott DIesen steIn“ lautet, ergibt die Jahreszahl 1760.
Das Hungertuch ist eine Arbeit aus dem 18. Jahrhundert, wobei die Umrandung von einer späteren Restaurierung stammt. Es stellt eine Kreuzigung dar, links Johannes und die Frauen unter dem Kreuz, rechts die am Fuß des Kreuzes kniende Maria Magdalena sowie zwei römische Soldaten. Dieses Tuch stellt im gesamten westfälischen Raum ein Einzelstück dar.
Der Taufstein ist ein Werk im Stil der 1950er Jahre und eine Ergänzung der Erweiterung von 1958/59. Die Orgel von 1959 ersetzte eine Barockorgel, deren Hauptwerkprospekt ist heute noch in St. Ludgeri Münster zu sehen sind. Das heutige elektropneumatische Instrument, hat 36 Register auf zwei Manualen und Pedal und wurde erbaut von der Firma Kreienbrink aus Osnabrück, sie ist heute in desolatem Zustand und bedarf dringend einer grundlegenden Renovierung.
Über Art, Anzahl und Alter der Glocken fehlen jegliche Angaben, beide Chortürme und der alte Turm weisen jedoch Schallluken auf.

## „Orgelwunder von Warendorf“
In dieser Kirche befand sich auch das ursprüngliche Gnadenbild (Miraculbild s. o.), das die Warendorfer Marienverehrung mit dem „Orgelwunder“ von 1640 begründet hat. Über das Orgelwunder ist folgendes überliefert: Der damalige Pfarrer Melchior Lohoff (1636 bis 1649) hatte 1640 ein altes, offenbar bereits existierendes Marienbild restaurieren lassen. Dieses sollte am 28. April 1640 zwischen vier und fünf Uhr nachmittags in der Kirche aufgehängt werden. Der Pfarrer und der Bürger Hermann Wenning überlegten, wie dies am besten zu bewerkstelligen sei. Dabei setzte plötzlich ein ungewöhnliches, äußerst liebliches und leises Spiel auf der Orgel ein. Sie gingen hinauf zur Empore und sahen weder einen Spieler noch eine Spielbewegung an der Orgel. Das harmonische Spiel, das eine Weile andauerte, hörte aber auf, als einer der beiden die Pfeifen genauer zu untersuchen begann. Gleiches geschah vor Zeugen am nächsten Tag noch einmal.

## Veranstaltungen
Die Kirche besitzt seit 2012 eine flexible Bestuhlung und ist neben ihrer Funktion als traditioneller Kirchenraum Ort für vielfältige Veranstaltungen, experimentelle Liturgie und Konzerte. Diese werden u. a. getragen vom Chor der Kirche, dem ehemaligen Kirchenchor St. Marien, der heute als Marienkantorei Warendorf unter der Leitung von Claudia Lawong Chor der Kirchengemeinde mit Schwerpunkt auf konzertanten Aufführungen ist. Der Chor sang u. a. Uraufführungen von Martín Palmeri, Heinz-Martin Lonquich, Ansgar Kreutz u. a. Außerdem singt der Kammerchor Warendorf unter der Leitung des ehem. Marienkantors Ansgar Kreutz regelmäßig Konzerte, meist mit dem Schwerpunkt auf a-cappella-Musik, in der Marienkirche.